# دزرت پانک
دزرت پانک (به ژاپنی: 砂ぼうず Sunabōzu) (به انگلیسی: Desert Punk)، یک مجموعه مانگای پسارستاخیزی ژاپنی است که توسط اوسونه ماساتوشی نوشته و طراحی شده‌است. از سال ۱۹۹۷ تعداد ۱۶ جلد از این مانگا تاکنون در مجله کامیک بیم منتشر شده‌است.
یک مجموعه تلویزیونی انیمه به تعداد ۲۴ قسمت بر اساس نسخه مانگا به وسیلهٔ استودیو گونزو و کارگردانی تاکایوکی ایناگاکی ساخته شده‌است که از ۴ اکتبر ۲۰۰۴ تا ۲۸ مارس ۲۰۰۵ در شبکه ام‌بی‌اس پخش شد. طراحی شخصیت‌های آن را تاکاهیرو یوشیماتسو انجام داده‌است و همچنین موسیقی مجموعه را کوهی تاناکا ساخته است.

## داستان
پس از رخ دادن فاجعه‌ای اتمی، ژاپن به صحرایی سوزان تبدیل شده‌است که مردمان آن با سختی و مشقت بسیار به زندگی حقیرانه خود ادامه می‌دهند. در این سرزمین‌های سوزان، قانون و حکومت مستحکمی وجود ندارد و گروه‌های خلافکار و بی‌قانونی‌های زیادی وجود دارد. افراد و شرکت‌هایی با حفاری در شهرهای خراب‌شده توانسته‌اند کمی به علم پیشینیان پی برده و برخی از جنگ‌افزارهای آن‌ها را شبیه‌سازی کنند. انسان‌ها بدون تجهیزات کافی نمی‌توانند هوای داغ صحرا را برای مدتی طولانی تحمل کنند به همین دلیل تجهیزات و لباس‌هایی ایجاد شده که به خنک‌تر شدن افراد کمک می‌کنند ولی معمولاً بسیار گران هستند و هرکسی توان خرید آن‌ها را ندارد.
داستان حول و حوش ماجراجویی‌های جوانی با نام کانتا میزونو با نام مستعار دزرت پانک است که در طول داستان برای خود شهرتی بر هم زده و دوستان و دشمنانی پیدا می‌کند. او برای پول به استخدام افراد درمی‌آید و برای آن‌ها کارهای مختلفی انجام می‌دهد و کم‌کم در طول داستان به علت شجاعت و شکست نخوردن در مأموریت‌هایش معروف می‌شود. او فردی خوش‌گذران است و همیشه تفنگ وینچستر مدل ۱۸۹۷ به همراه خود دارد و با ترفندهایی که در مبارزات به کار می‌برد به عنوانی شخصی شکست‌ناپذیر شناخته شده‌است.